# Grevillea glauca
Grevillea glauca är en tvåhjärtbladig växtart som beskrevs av Joseph Knight. Grevillea glauca ingår i släktet Grevillea och familjen Proteaceae. Inga underarter finns listade i Catalogue of Life.